# Satz von Commandino

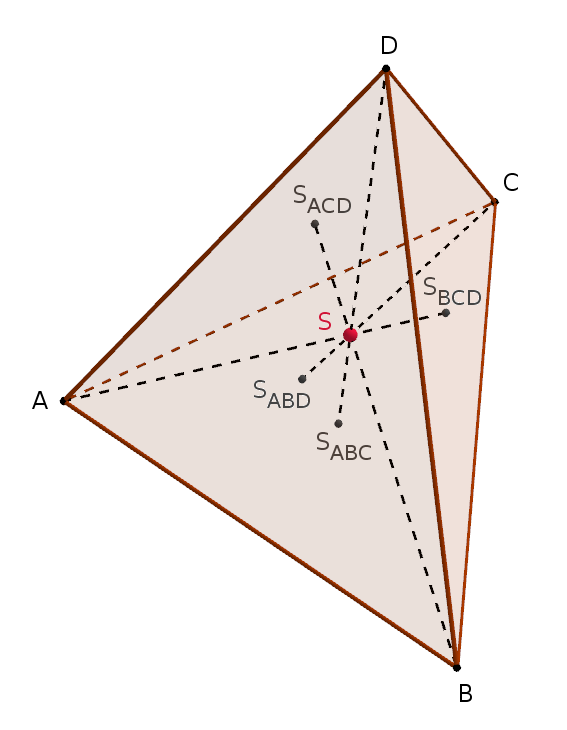
Mediane eines Tetraeders
mit Schwerpunkt S

Der Satz von Commandino ist ein  Lehrsatz der Raumgeometrie, welcher auf den italienischen Mathematiker Federigo Commandino (1506–1575) zurückgeht. Er behandelt eine elementare Durchschnittseigenschaft der Mittellinien (engl. medians) des allgemeinen Tetraeders. Der Satz ist das dreidimensionale Analogon des Durchschnittssatzes über die Seitenhalbierenden in der Dreiecksgeometrie.

## Formulierung des Satzes
Gegeben sei ein Tetraeder {\displaystyle {\mathcal {T}}\subset \mathbb {R} ^{3}} . Jeder der vier  Eckpunkte {\displaystyle X=A,\,B,\,C,\,D} von  {\displaystyle {\mathcal {T}}}  ist mit dem  Schwerpunkt {\displaystyle {S'}_{X}} der gegenüberliegenden Dreiecksfläche {\displaystyle \Delta '_{X}} durch eine Gerade verbunden, nämlich durch die zu {\displaystyle X} gehörige Mittellinie   {\displaystyle m_{X}\subset \mathbb {R} ^{3}}.
Dafür gilt: 
Der Durchschnitt  {\displaystyle \textstyle \bigcap _{X=A,\,B,\,C,\,D}{m_{X}}}  der vier Mittellinien besteht aus genau einem Punkt.
Dies ist der Schwerpunkt {\displaystyle S({\mathcal {T}})} des Tetraeders  {\displaystyle {\mathcal {T}}}.
Dabei beträgt das Teilverhältnis {\displaystyle \lambda }, in dem der Schwerpunkt {\displaystyle S({\mathcal {T}})} die Strecke {\displaystyle {\overline {{{S'}_{X}}X}}} zweiteilt, stets   {\displaystyle \lambda } = 1 : 3   und der Eckpunkt {\displaystyle X} ist stets Eckpunkt der längeren der zwei Teilstrecken.
Ein Beweis des Satzes ist in dem Artikel Baryzentrische Koordinaten enthalten.

## Verallgemeinerungen
Der dem Satz von Commandino entsprechende Sachverhalt gilt für Simplexe beliebiger Dimension:
Ist {\displaystyle \Delta } ein {\displaystyle p}-Simplex beliebiger Dimension {\displaystyle p>1} im {\displaystyle \mathbb {R} ^{n}\;(p,n\in \mathbb {N} ,n\geq p)} und sind {\displaystyle X(0),X(1),\dots ,X(p)} seine Eckpunkte, so treffen sich die Mittellinien   {\displaystyle m_{X(0)},m_{X(1)},\dots ,m_{X(p)}}, also die Verbindungsgeraden der {\displaystyle \Delta }-Eckpunkte {\displaystyle X(i)(i=0,1,\dots ,p)}  mit den Schwerpunkten {\displaystyle S'_{X(i)}}  der jeweils gegenüberliegenden {\displaystyle (p-1)}-dimensionalen Seitenflächen {\displaystyle \Delta '_{X(i)}} , genau im Schwerpunkt {\displaystyle S(\Delta )}  des {\displaystyle p}-Simplexes. 
Dabei ist das Teilverhältnis, in dem der Schwerpunkt {\displaystyle S(\Delta )} die Strecke {\displaystyle {\overline {{S'_{X(i)}}{X(i)}}}} zweiteilt, gleich   {\displaystyle 1:p}  .   {\displaystyle X(i)} ist also Eckpunkt der längeren der zwei Teilstrecken und der Abstand zwischen {\displaystyle X(i)} und  {\displaystyle S(\Delta )} ist stets das {\displaystyle {\tfrac {p}{p+1}}}-fache des Abstandes zwischen  {\displaystyle X(i)} und {\displaystyle S'_{X(i)}}. 

### Allgemeiner Satz
In voller Allgemeinheit gilt sogar der folgende Satz, der eine grundlegende Beziehung ausweist, welche dem Hebelgesetz der Physik entspricht:
Gegeben seien natürliche Zahlen {\displaystyle m} und  {\displaystyle k}  sowie dazu in einem {\displaystyle \mathbb {R} }-Vektorraum {\displaystyle {\mathcal {V}}}   {\displaystyle m+k} paarweise verschiedene Punkte {\displaystyle X_{1},\dots ,X_{m},Y_{1},\dots ,Y_{k}\in {\mathcal {V}}}.
Der Schwerpunkt dieser  {\displaystyle m+k} Punkte sei {\displaystyle S}, während {\displaystyle S_{X}} der Schwerpunkt der {\displaystyle X_{i}\;(i=1,\dots ,m)} und {\displaystyle S_{Y}} derjenige der {\displaystyle Y_{j}\;(j=1,\dots ,k)} sein möge.
Dann gilt: 
{\displaystyle {\begin{aligned}S&=S_{X}+{\frac {k}{m+k}}(S_{Y}-S_{X})\\&={\frac {m}{m+k}}S_{X}+{\frac {k}{m+k}}S_{Y}\\\end{aligned}}}
Der Schwerpunkt {\displaystyle S} liegt demnach auf der Strecke {\displaystyle {\overline {{S_{X}}{S_{Y}}}}} und teilt diese im Verhältnis {\displaystyle k:m}.

#### Der Lehrsatz von Reusch
Der obige allgemeine Satz schließt nicht nur die obige Verallgemeinerung des Satzes von Commandino (und damit diesen selbst) in sich ein, sondern offenbar auch einen weiteren interessanten Satz über die Schwerpunkte der Tetraeder, der nach den Mathematische Unterhaltungen von Friedrich Joseph Pythagoras Riecke auf den Tübinger Professor der Physik Friedrich Eduard Reusch zurückgeht und sich wie folgt darstellen lässt:
Man findet den Schwerpunkt eines Tetraeders, indem man zu zwei Paaren gegenüberliegender Kanten die Mittelpunkte bestimmt und die beiden paarweise gegenüberliegenden Kantenmittelpunkte durch die zugehörigen Mittellinien verbindet. Der Schnittpunkt der beiden so gewonnenen Mittellinien ist der Schwerpunkt des Tetraeders.
In Verbindung mit der Tatsache, dass ein Tetraeder genau drei Paare gegenüberliegender Kanten hat, entnimmt man dem Lehrsatz von Reusch noch das folgende Resultat:
In einem Tetraeder schneiden sich die drei zu gegenüberliegenden Kantenmittelpunkten gehörigen Mittellinien in einem Punkt, nämlich im Schwerpunkt des Tetraeders.

#### Der Lehrsatz von Varignon
Im Zusammenhang mit dem obigen allgemeinen Satz ist neben dem Lehrsatz von Reusch auch ein verwandter Lehrsatz von Pierre de Varignon über die Schwerpunkte von Vierecken im euklidischen Raum zu nennen. Dieser Lehrsatz, der auch als Satz von Varignon bezeichnet wird, besagt folgendes:
Im {\displaystyle \mathbb {R} ^{n}\;(n\geq 2)} sei ein Viereck mit vier verschiedenen Eckpunkten gegeben, welche nicht notwendig in einer Ebene liegen müssen.
Dann gilt: 
Die beiden Mittellinien, also die beiden Verbindungsstrecken gegenüberliegender Seitenmittelpunkte, schneiden sich im Eckenschwerpunkt der vier Eckpunkte und werden dabei von diesem jeweils halbiert.